# Armin Pavić
Armin Pavić (Požega, 29 marzo 1844 – Zagabria, 11 febbraio 1914) è stato un linguista croato.

## Biografia
Conseguì la laurea in filologia classica e studi slavi a Vienna nel 1864. Dopo il suo servizio come professore di scuola superiore, fu eletto professore di lingua e letteratura croata alla cattedra di lingua serbo-croata presso la Facoltà di Lettere e Filosofia Scienze, Università di Zagabria. Nel 1880 fu nominato professore ordinario. Prestò servizio come preside della facoltà in due mandati, prima di essere eletto rettore dell'università nell'anno accademico 1896/1897. Dopo la scadenza del suo mandato di preside, ricoprì la carica di prorettore nel successivo anno accademico.
Come professore universitario, Pavić si sforzò di mantenere la coerenza degli studi serbo-croati, insegnando contemporaneamente corsi linguistici e letterari-scientifici. Divenne membro regolare dell'Accademia Jugoslava delle scienze e delle arti nel 1874. Nel periodo tra il 1898 e il 1904 prestò servizio come capo dei dipartimenti di teologia e insegnamento e come rappresentante del parlamento.